# Sebastian Arcelus
Pour les articles homonymes, voir Arcelus.
Sebastian Carlos Arcelus (né le 5 novembre 1976) est un acteur américain. Il est surtout connu pour son rôle de Lucas Goodwin dans la série télévisée House of Cards ainsi que pour son rôle de Jay Whitman dans la série Madam Secretary.

## Biographie
Arcelus naît à New York. Il est le fils de Victor Carlos Arcelus et de Fiammetta Farace,. Il est l'un des descendants par sa grand-mère Catherine Ivanovna de Russie des rois Nicolas Ier de Monténégro et Pierre Ier de Serbie, ainsi que de l'empereur Nicolas Ier de Russie.
Il fréquente le Williams College, puis commence sa carrière au théâtre sur Broadway, dans la pièce Rent. Il joue par la suite dans Good Vibrations, puis tient le rôle de Fiyero (en) lors de la tournée de Wicked, de janvier à octobre 2006, rôle qu'il reprend toute l'année 2007.

## Filmographie
- 2011 : Person of Interest (série télévisée) - saison 1, épisode 5 : Matthews
- 2012 : The Last Day of August (en) : Mark
- 2013-2016 : House of Cards (série télévisée) - 17 épisodes : Lucas Goodwin
- 2014 : It Could Be Worse : Howard
- 2014 : The Leftovers (série télévisée) - 2 épisodes : Doug Durst
- 2014 : Une seconde chance : Frank
- 2014-présent : Madam Secretary (série télévisée) : Jay Whitman
- 2015 : Ted 2 : Dr. Ed Danzer
- 2016 : Codes of Conduct (en) : Simon
- 2017 : Split de M. Night Shyamalan